# Sistema de comunicación vehicular

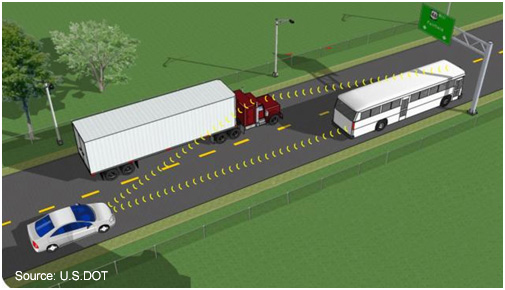
Imagen de ITS: la comunicación V2V en autopistas ayudará a evitar accidentes.

Un sistema de comunicaciones vehicular es un tipo emergente de redes, en las que los vehículos y las unidades de tierra son los nodos de comunicación; intercambiando información, como advertencias de seguridad e información de tráfico. Como un enfoque cooperativo, los sistemas de comunicación de vehículos pueden ser más eficaces en evitar accidentes y congestiones de tráfico, que si cada vehículo trata de resolver estos problemas de forma individual.
Generalmente, sedes vehiculares contienen dos tipos de nodos, vehículos y estaciones de borde de la carretera. Ambos son dispositivos dedicados de comunicaciones de corto alcance (DSRC). DSRC trabaja en 5.9 GHz, con ancho de banda de 75 MHz y un rango aproximado de 1000 m. La red debe soportar tanto comunicaciones de datos privadas y públicas de comunicaciones (principalmente comunicaciones de seguridad), pero se le da mayor prioridad a las comunicaciones públicas. Las comunicaciones vehiculares generalmente se desarrollan como parte de sistemas de transporte inteligentes (ITS). ITS busca lograr la seguridad y la productividad a través del transporte inteligente, que integra la comunicación entre nodos móviles y fijos. Para ello ITS depende en gran medida de las comunicaciones alámbricas e inalámbricas.

La motivación principal para los vehículos es la seguridad y la eliminación del exceso de costo de las colisiones de tráfico. De acuerdo con las Organizaciones Mundial de la Salud (OMS), los accidentes de tráfico causan anualmente unos 1,2 millones de muertes en todo el mundo, una de esta cuarta parte de muertes causadas por una lesión. También cerca de 50 millones de personas resultan heridas en accidentes de tráfico. Si las medidas preventivas no se toman las muertes en carretera se convertirá probablemente en la tercera causa principal de muerte en 2020 del noveno lugar en 1990. Un estudio que realizó la American Automobile Association (AAA) llegó a la conclusión de que los accidentes automovilísticos cuestan a la Estados Unidos $ 300 mil millones por año.
V2V
V2V(abreviatura de un vehículo a otro) es una tecnología de automóvil que está diseñada para permitir a los automóviles “hablar” el uno al otro. Se basa en un principio similar al P2P (Peer-to-peer). Los sistemas se utilizan en una región de la banda de 5,9 GHz a un lado por el Congreso de los Estados Unidos en 1999, la frecuencia sin licencia también es utilizado por Wi-Fi. Tiene un alcance aproximado de 300 metros y mensajes se envían y reciben de manera omnidireccional, es decir 360° grados. Se puede dividir en cinco grupos:
1. Protocolo de enrutamiento basados en la topología.
2. Protocolo de enrutamiento basado en la posición.
3. Protocolo de enrutamiento basado en geoposicionamiento.
4. Protocolo de enrutamiento basado en multicast.
5. Protocolo de enrutamiento basado en difusión.

V2V se encuentra actualmente en desarrollo activo por General Motors, lo que demuestra que el sistema en 2006, utilizando los vehículos de Cadillac. 
Aplicaciones
Las redes de comunicación vehiculares nos proporciona una amplia gama de aplicaciones con características diferentes. Además algunas de estas aplicaciones requieren tecnologías que no están disponibles ahora. En última instancia, sería necesario delegar el control de la manipulación completa de nuestros vehículos a los propios vehículos; algo similar al piloto automático. Las clasificaciones de las aplicaciones no son las instituciones únicas y muchos participan en los sistemas de transporte inteligentes proponer su propio conjunto de aplicaciones y clasificaciones.
Seguridad
El objetivo principal es dar seguridad sobre las redes de comunicación vehicular. Los vehículos que descubren un peligro inminente, como un obstáculo informar a los demás. Los sensores electrónicos incorporados en cada vehículo pueden detectar los cambios bruscos en la trayectoria o la velocidad y enviar un mensaje apropiado a los vecinos. Los vehículos pueden notificar a los vehículos cercanos de la dirección que está tomando para que los conductores puedan tomar mejores decisiones, una versión más avanzada de las señales de giro. En los sistemas más avanzados, en las intersecciones, el sistema puede decidir qué vehículo tiene el derecho de pasar primero y alertar a todos los controladores. Algunas de las aplicaciones inmediatas son:
```
   -Advertir sobre la introducción de las intersecciones.
   -Advertencias de la salida a la carreteras
   -Obstáculos
   -Detención repentina
   -Notificación de accidentes
   -Avisos de cambio de carril
```